# Dämonen der Seele (Karl May)
Dämonen der Seele. Leben und Streben des Carl Friedrich May ist eine szenische Collage in drei Akten von Curt Werner, nach einer Idee von Georg Mittendrein.

## Aufführung
Aufgeführt wurde das Stück im Rahmen des 17. Kongresses der Karl-May-Gesellschaft 2003 in Plauen.
Schreibtisch und Schreibtischstuhl waren Leihgaben aus dem Karl-May-Museum Radebeul.

## Beurteilungen
„Zu hoffen ist, daß die Aufführung der extra für den Kongreß geschriebenen und von den Zuschauern mit großem Beifall aufgenommenen szenischen Collage ‚Dämonen der Seele‘ von Curt Werner keine Eintagsfliege bleibt, sondern von weiteren Bühnen übernommen wird.“

„Ein Programmpunkt am Freitag 17. Oktober verdient besondere Begutachtung, die öffentliche und kostenlose Festaufführung des Theaters Plauen-Zwickau mit dem dunkel-dräuenden Titel ‚Dämonen der Seele‘. Vielleicht erfahren Sie an anderer Stelle die Vorgeschichte des Ganzen, hier und jetzt wurde eine szenische Collage geboten, die freundliche Aufmerksamkeit im Saal und am Schluss heftigen, ehrlich anerkennenden Beifall auslöste. 10 Schauspieler lasen mit verteilten Rollen Text von Curt Werner, der das Leben unseres Karl May auf eineinhalb Stunden komprimierte, nach einer Einrichtung von Carolin Eschenbrenner, auch drei Kinder wirkten mit; es gab Hintergrunddias, Musik- und Geräusch-Zuspielung, wobei auf’s Stichwort Winnetou drei Takte Musik von Martin Böttcher erklangen und besondere Heiterkeit auslösten. Bemerkenswert war die Lichtgestaltung, die jeweils einen Szenenwechsel andeutete.“

„Mit einem Titel ‚Dämonen der Seele’ als szenische Collage in drei Akten konnte vor der Aufführung niemand so recht was anfangen. Es war eine Reflektion des Lebens und Strebens Mays, immer an Hand von Selbstzeugnissen Mays, z. B. Auszüge aus Briefen, Gedichten oder an Hand von Zeitzeugen wie Münchmeyer oder auch Bertha von Suttner. Abwechselnd schlüpften die Schauspieler in die Rolle, die sie vorlasen, um anschließend jede Manuskriptseite zu Boden fallen zu lassen. Am Ende war Mays Tod und ein Boden voller Manuskriptseiten – ein Leben und Streben.“

## Quelle
- Eintrag im Karl-May-Wiki